# Pycnogaster finotii
Pycnogaster finotii är en insektsart som beskrevs av Bolívar, I. 1881. Pycnogaster finotii ingår i släktet Pycnogaster och familjen vårtbitare.

## Underarter
Arten delas in i följande underarter:
- P. f. finotii
- P. f. maroccana